# フィアレス・ヴァンパイア・キラーズ
フィアレス・ヴァンパイア・キラーズ(Fearless Vampire Killers)は、2008年にイギリスのロンドンで結成されたロックバンドである。バンド名の由来は1967年の映画『吸血鬼』（原題: The Fearless Vampire Killers）から。ローレンスとキアーが曲ごとにボーカルを交替で務める形式は、過去に別々のバンドに所属していたふたりが出会った時に、どちらもボーカルをやめたくなかったことから生まれた。撮影した映像を自ら編集したり、グッズの包装等を行ったりしている。
2012年にはイギリス最大の音楽雑誌であるケラング誌によるKerrang! Awardsにおいて最優秀英国新人賞を受賞した。

## メンバー

### 現在のメンバー
ローレンス・ベバリッジ(Laurence Beveridge 1989年2月23日) -ボーカル・リズムギター
- 小説を書き、彼らの曲の世界から約600年前の世界を舞台にした小説「Ruple & Evelyn」を、ミニアルバムの「In Grandomina...」の特典として公開した。また、後に書籍として自身のホームページで販売している。さらに、デビューアルバムの「Militia Of The Lost」の発表に合わせて同名の小説を自身のブログで数回にわたって公開した。
- 身長は6フィート2インチ(約186cm)とかなり高い。
- 普段は眼鏡をかけている。

キアー・ケンプ(Kier Kemp 1989年8月28日) -ボーカル・リズムギター
- 腕や首にタトゥーを入れており、左手首の内側には自身の名前が彫ってある。右二の腕のタトゥーはバローンがデザインした。
- ステージではたいてい赤いスカーフを首に巻いており、現在髪の一部分を赤に染めているが、彼の好きな色は紫である。
- ジョニー・デップのファンである。

サイラス・バローン(Cyrus Barrone 1988年10月21日) -リードギター
- 本名はシェーン・サマー(Shane Summer)である。
- ドルーと生年月日が同じである。
- アニメーションを学んでいたことがあり、アルバムのアートワークや歌詞カードのイラスト、グッズのデザインなどを手がけている。
- ローレンス同様普段は眼鏡をかけているが、ステージ上ではゴーグルをかけている。
- ドルーと合わせてThe Timidsと呼ばれているが、キアー曰く「二人共シャイで静かだから、Timids(臆病な、の意)だよ。」

ドルー・ウルノー(Drew Woolnough 1988年10月21日) -ベース
- 通例ではドリューとも表記される。苗字の読み方は本人曰く「"Wool"+"No"」である。
- サイラスと生年月日が同じである。
- メンバーの中では一番背が低い。
- ギターも非常に上手で、アコースティックバージョンでギターを弾くのは主に彼である。

ルーク・イリングワース(Luke Illingworth 1987年8月24日) -ドラムス
- 2011年にバンドに加入した。
- メタリカのファンである。
- キアー同様タトゥーやピアスをしている。
- Pillnahnというあだ名で呼ばれることもある。

### 過去のメンバー
- ニック・ヒル(Nick Hill) -ドラムス
- チェスター・エルヴン(Chester Elven) -ドラムス
- ルーク・フェアヘッド(Luke Fairhead) -ドラムス

## 影響
影響を受けたアーティストとして、デヴィッド・ボウイ、アイアン・メイデン、クイーン、アヴェンジド・セヴンフォールド、キンクス、ヒー・イズ・レジェンド、エヴリー・タイム・アイ・ダイを挙げている。バローンは2013年のKerrang!ツアーの際にアイアン・メイデンのTシャツを着ていた。また、いつも決まった衣装を着たりメイクをしていることから、パニック!アット・ザ・ディスコとマイ・ケミカル・ロマンスを混ぜたようと評されたこともある。マイ・ケミカル・ロマンスのボーカリストであるジェラルド・ウェイは、ツイッターでフィアレアス・ヴァンパイア・キラーズのミニアルバムに対し好意的なコメントを寄せた。

## ディスコグラフィー

### ミニアルバム
In Grandomina... (2010)
1. Faces In The Dirt
2. Palace In Flames
3. Interlude (Feat. Crystal Bats)
4. Don Teriesto
5. Fearless Vampire Killers

...The Blood Never Dries (2011)
1. A Study In Dystopia
2. Bleed Till Sunrise
3. Concede, Repent, Destroy
4. Fetish for the Finite

Exposition: The Five Before The Flames (2013)
1. The Pilot: P-Train
2. The Thief: Merchants Of Decay
3. The Mechanist: Handlung (Stargazer)
4. The Vigilante: Death Or Disgrace
5. The Prince: Diamond Dust And Crimson Reign

### シングル
- I Am Gonna Leave You (2009)
- Bow Ties on Dead Guys (2012)
- Could We Burn, Darling? (2012)
- Exploding Heart Disorder/Palace In Flames (2012)
- Diamond Dust and Crimson Reign (2013)

### アルバム
Militia Of The Lost (2012)
1. Necromania
2. Could We Burn, Darling?
3. Concede. Repent. Destroy.
4. Bleed Till Sunrise
5. Bite Down On My Winchester (There's A Reckoning A'Coming)
6. Palace In Flames
7. Even Ghosts Forget (The Empire For A Kiss)
8. Fetish For The Finite
9. Bow Ties On Dead Guys
10. The Pleasure Of The Pain
11. At War With The Thirst
12. Mascara Tears And Vanilla Spice

## ビデオグラフィー
- Palace In Flames (2010)
- Fetish For The Finite (2011)
- Bow Ties On Dead Guys (2012)
- Could We Burn, Darling? (2012)
- Exploading Heart Disorder (2012)
- Palace In Flames (animated Version) (2012)
- Diamond Dust & Crimson Reign (2013)